# Seo Hye-lin
Seo Hye-lin (hangul: 서혜린), även känd som Hyelin, född 23 augusti 1993 i Gwangju, är en sydkoreansk sångerska.
Hon har varit medlem i den sydkoreanska tjejgruppen EXID sedan hon gick med gruppen 2012, senare under samma år som gruppen debuterade.

## Diskografi

### Album
| Datum       | Albumtitel  | Topplacering          |
| Datum       | Albumtitel  | Sydkorea (Gaon Chart) |
| ----------- | ----------- | --------------------- |
| 13 aug 2012 | Hippity Hop | 13                    |
| 13 apr 2015 | Ah Yeah     | 5                     |
| 1 jun 2016  | Street      | 2                     |
| 10 apr 2017 | Eclipse     | 5                     |